# Филёвский Парк (район Москвы)
Филёвский Парк — район в Москве, расположенный в Западном административном округе, а также соответствующее ему одноимённое внутригородское муниципальное образование. На территории района располагается Государственный космический научно-производственный центр имени М. В. Хруничева, храм Покрова Пресвятой Богородицы в Филях (внесен в список ЮНЕСКО), ДК имени Горбунова, торговый комплекс «Горбушка», ТРЦ «Филион».

## История
Своё название район получил от Филёвского парка, расположенного на его территории, который, в свою очередь, был назван по давно запрятанной в трубу речке Фильке, впадающей в Москву-реку. В устье речушки находилось сельцо Фили, впервые упомянутое в летописях в 1454 году.
Принадлежало село боярину Мстиславскому, а затем его сестре Ирине. Судя по описанию 1627 года, это было достаточно обширное и богатое владение. В самом селе стояла деревянная церковь Покрова Богородицы с приделом Зачатия св. Анны. Упоминаемые документом иконы, книги, свечи, колокола и утварь принадлежали Мстиславским. Вблизи церкви находился боярский двор, в котором размещались хоромы, состоявшие из нескольких горниц с комнатами, разделёнными сенями, стоявшие на жилых подклетах. В самом селе имелось 9 крестьянских дворов и три двора «задворных людей». После смерти Мстиславской Фили перешло во владение двора. Во времена Алексея Михайловича здешние окрестности славились обилием птиц и зверей. Царь совершал сюда охотничьи походы. Весной и летом охотились на птиц с соколами, осенью и зимой — на волков и медведей с собаками и рогатинами.
В 1689 году село перешло к Нарышкину Льву Кирилловичу, приходившемуся родным братом царице Наталье Кирилловне. В селе насчитывалось 17 крестьянских дворов. В селе числилось три деревни: Гусарево с 3 дворами, Ипское с 3 жилыми дворами и одним пустым и Мазилово с 12 дворами. В апреле 1690 г. Нарышкин прикупает к Филям соседнее Кунцево и начинает обустройство своей вотчины. Устройство хозяйства боярин начал с постройки новой каменной церкви и хором.
Крестьянское население села Фили Нарышкин перевёл на большую Можайскую дорогу, приблизительно в 1,5 километрах от церкви, и основал там новую деревню Фили, в которой в 1704 году числилось 22 двора и 99 крестьян. Под названием же села Фили стали понимать боярскую усадьбу, где жили только одни дворовые люди.
7 июня 1763 года во время своей коронации село посетила Екатерина II, оказывая своё высочайшее и всемилостивейшее Благоволение ко Льву Александровичу и Александру Александровичу. Около деревни Фили были устроены учения армейских полков.
В 1812 году в Филях прошёл знаменитый совет, решивший судьбу Москвы. Вечером 1 сентября Кутузов созвал совет в избе крестьянина Фролова. На том совете прозвучали знаменитые слова Кутузова: «С потерей Москвы не потеряна Россия! Первой обязанностью постановляю сохранить армию и сблизиться с войсками, идущими к нам в подкрепление. Самим уступлением Москвы приготовили мы гибель неприятелю. Из Москвы я намерен идти по Рязанской дороге. Знаю, ответственность обрушится на меня, но жертвую собой для Блага Отечества!»
Во время пребывания наполеоновских войск часть деревни Фили сгорела. Французы стояли в селе, в нижнем этаже церкви держали лошадей, а верхний превратили в швальню. После войны храм отремонтировали, а сгоревшая часть деревни была заново отстроена.
В конце XIX века деревня уже вплотную примыкала к Москве. Большинство населения занималось огородничеством и садоводством, ориентированным на сбыт в городе. В Филях находилась большая красильно-набивная фабрика купца Сергея Дмитриевича Кузьмичёва с 589 рабочими.
В 1870 г. через Фили прошла Московско-Брестская железная дорога и появилась железнодорожная станция, которая стоит как бы на границе между старым селом Покровским-Фили и деревней Фили.
30 января 1931 года Фили вошли в состав Москвы и стали крупным промышленным районом.
В 1932 г. решением Моссоветом было принято решение о выделение земли под организацию парковой зоны. Немного позднее, в 1936 г. решением Моссовета было подписано постановление об организации филиала «Детский городок» при «Филёвском парке» культуры и отдыха. 29 октября 1964 г. решением Моссовета № 43/34 был создан и зарегистрирован ПКиО «Фили».

### Создание района
Муниципальный округ «Филёвский Парк» был создан в ходе административной реформы 1991 года на части территории бывшего Киевского района Москвы и входил в состав Западного административного округа. После принятия в 1995 году закона «О территориальном делении города Москвы» он получил статус района «Филёвский Парк».

### Официальные символы муниципального образования Филёвский парк
Геральдическое описание:
Герб: "В лазоревом поле с таковой же мурованной серебром в виде кирпичной кладки оконечностью - серебряная с червленым оперением стрела в столб, сопровожденная по сторонам золотыми лирообразно уложенными и несомкнутыми внизу черенками ветвями, справа – лавровой, слева – дубовой".
В гербе языком символов и аллегорий отражены исторические, культурные и географические особенности муниципального образования.
Геральдическая фигура – синяя оконечность, мурованная в виде кирпичей, символизирует реку Фильку, давшую название местности и в настоящее время скрытую под землей в коллекторе. Стрела указывает на район как один из центров российских космических разработок, так как на базе расположенного здесь завода имени М.В.Хруничева создается национальный космический центр. Лавровая ветвь как символ славы, почета и высоких достижений напоминает о славном прошлом района. С этой местностью связаны имена известнейших фамилий – Мстиславских, Нарышкиных, императорской фамилии Романовых. Лавровая ветвь как символ триумфа напоминают о ратном подвиге русских людей, в первую очередь в Отечественной войне 1812 года.
Дубовая ветвь указывает на то, что большую часть территории муниципального округа занимает парк. Также дубовая ветвь напоминает о росшем в этом парке тысячелетнем дубе, свидетельства о котором, сохранились до нашего времени и в целом образно говорит о природном богатстве парка. Силуэт изогнутых ветвей, сходный по своим очертаниям с музыкальным инструментом – лирой, напоминает о расположенном на территории муниципального округа ДК Горбунова, ставшим широко известным как одно из мест становления русского рока. Также дополняют символику герба использованные цвета, имеющих свое общее значение:
Золото – символ интеллекта, уважения, стабильности.
Серебро – символ чистоты, совершенства, мира и взаимопонимания.
Лазоревый (синий) цвет – символ красоты, мягкости, величия, верности и безупречности, также часто используется как символ водных богатств напоминает о Москве-реке, протекающей по границе муниципального округа и реке Фильке, давшей название местности.
Червленый (красный) цвет – цвет символ храбрости, мужества и неустрашимости, силы, здоровья, энергии.
Флаг района Филевский парк: на голубом фоне расположен золотой фрагмент Филевских ворот с двуглавым орлом и цифрами 1812, в верхних углах — золотые дубовые листья. Снизу — восьмилучевая звезда, которую обрамляют лавровые ветви.
Узорный фрагмент ворот и дубовые листья призваны напоминать о памятнике садово-паркового искусства XVIII-XIX веков — Филевском парке. Это самый крупный парк культуры и отдыха на территории Западного округа столицы.
Восьмилучевая звезда является основой большого числа российских орденов. Вкупе с лавровыми ветвями этот символ отсылает к событиям войны 1812 года.
Флаг муниципального образования Филёвский парк представляет собой двустороннее прямоугольное полотнище с соотношением сторон 2:3. В центре голубого полотнища помещено изображение желтого фрагмента ворот Филёвского парка с двуглавым орлом, под которым желтая восьмилучевая звезда, обрамленная снизу двумя желтыми лавровыми ветвями. В верхних углах полотнища помещены изображения трех желтых дубовых листьев.
Габаритные размеры изображения составляют 1/2 длины и 13/16 ширины полотнища флага.

## Территория и границы
Граница района «Филёвский Парк» проходит по:
оси полосы отвода Смоленского направления МЖД, далее по осям: Минской улицы, Большой Филёвской улицы, проектируемого проезда № 1345, Звенигородской улице (исключая жилые домовладения по чётной стороне Звенигородской улице), Рублёвского шоссе, юго-западной границе Филёвского (Суворовского) парка, оси Крылатской улицы, оси русла реки Москвы до Смоленского направления МЖД.

## Показатели района
По данным на 2010 год площадь района составляет 962,43 га. Плотность населения — 8373,9 чел./км², площадь жилого фонда — 1605,9 тыс. м² (2010 год).

## Население
| 2002    | 2010    | 2012    | 2013    | 2014     | 2015     | 2016     |
| ------- | ------- | ------- | ------- | -------- | -------- | -------- |
| 66 775  | ↗89 513 | ↗89 949 | ↗90 243 | ↗90 827  | ↗91 288  | ↗91 974  |
| 2017    | 2018    | 2019    | 2020    | 2021     | 2023     | 2024     |
| ↗92 168 | ↗92 740 | ↗94 323 | ↗94 787 | ↗111 703 | ↗113 015 | ↘112 388 |

### Национальный состав
По итогам переписи населения 2020 года проживали следующие национальности (национальности менее 0,1 % и другое, см. в сноске к строке «Другие»):
| Национальность | Численность, чел. | Доля     |
| -------------- | ----------------- | -------- |
| Русские        | 91 080            | 81,54 %  |
| Татары         | 930               | 0,83 %   |
| Украинцы       | 917               | 0,82 %   |
| Армяне         | 795               | 0,71 %   |
| Грузины        | 354               | 0,32 %   |
| Белорусы       | 304               | 0,27 %   |
| Евреи          | 302               | 0,27 %   |
| Азербайджанцы  | 272               | 0,24 %   |
| Узбеки         | 268               | 0,24 %   |
| Чеченцы        | 199               | 0,18 %   |
| Казахи         | 167               | 0,15 %   |
| Таджики        | 154               | 0,14 %   |
| Молдаване      | 129               | 0,12 %   |
| Киргизы        | 129               | 0,12 %   |
| Другие         | 15 703            | 14,05 %  |
| Итого          | 111 703           | 100,00 % |

## Достопримечательности
На территории района расположены:
- Усадьба Нарышкиных в Кунцеве
- ДК имени Горбунова
- Московский культурный фольклорный центр под руководством Людмилы Рюминой
- Государственный космический научно-производственный центр имени М. В. Хруничева

### Православные храмы
- Церковь Покрова в Филях. Адрес: Новозаводская улица, д. 6.
- Храм Серафима Саровского в Филёвской пойме. Адрес: Филёвский бульвар, 44-46.
- Храм Всех Святых в Филёвской пойме (строящийся). Адрес: Филёвский бульвар, 44-46.

## Транспорт
На территории района расположены 3 станции метро Филёвской линии:
- Фили
- Багратионовская
- Филёвский парк (на границе с районом Фили-Давыдково)

### Развитие
На 2024 год: идёт строительство Филёвского моста.

## Экология
Экологическая обстановка района Филёвский Парк оценивается как благополучная, несмотря на промышленную зону № 40 «Фили», на территории которой расположены ГКНПЦ им. Хруничева, комбинат по изготовлению изделий из железобетона, завод «Рубин» и Московский трубный завод. Также, помимо промзоны № 40, на территории района присутствует промзона № 40а «Западный порт», которая, в свою очередь, готовится к жилой застройке.

### Парки и скверы на территории района
Согласно данным управы района, почти половину всей площади района занимает природный комплекс.
На территории района находится крупный парк культуры и отдыха «Фили» (площадь – 280 га), в состав которого входят такие достопримечательности как Усадьба Нарышкиных в Кунцево и Кунцевское городище. В период с 2011 по 2014 в парке было проведено комплексное благоустройство, в результате которого здесь были сделаны новые дорожки и лестницы, обустроена набережная и пляжная зона с бассейнами, летний кинотеатр, детские и спортивные зоны.
Детский парк «Фили» находится в введении Департамента образования и науки города Москвы. В парке организованы развивающие занятия и развлечения для детей, включая аттракционы, прокат спортивного инвентаря, конные прогулки.
В 2018 году в районе была обустроена парковая зона между станциями метро «Филёвский парк» и «Багратионовская» – проект её благоустройства был одобрен жителями на портале «Активный гражданин». В результате, в сквере появилась детская площадка и зона для выгула собак, парковые качели и различные малые архитектурные формы.
В районе также запланировано благоустройство части набережной от парка «Фили» до театра «Мастерская Петра Фоменко», при этом некоторые её участки входят в границы особо охраняемых природных территорий. Проектом благоустройства предусмотрено создание беговых и велодорожек, смотровых площадок, павильонов стрит-фуда и проката.